# Campionat d'Europa d'escacs individual de 2015

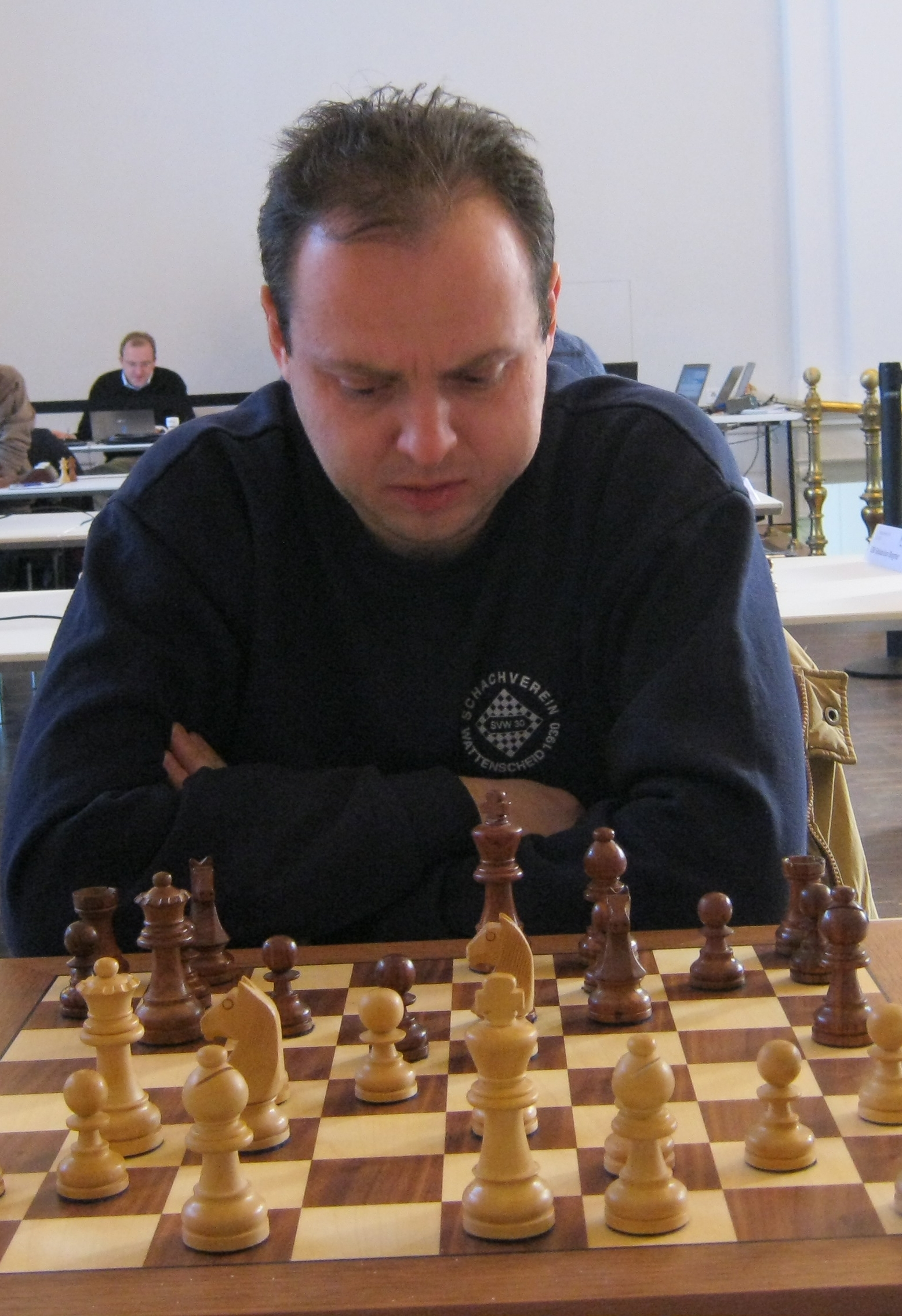
Ievgueni Naier, campió d'Europa de 2015 (foto de 2011).

El Campionat d'Europa d'escacs individual de 2015 fou un torneig d'escacs disputat pel sistema suís a 11 rondes, entre els dies 23 de febrer i el 8 de març de 2015 a Jerusalem (Israel). El torneig fou organitzat per la Federació d'Escacs i Municipal de Jerusalem sota els auspicis de la European Chess Union.
El campionat era obert a tots els jugadors que representessin a una federació europea. Era vàlid per a l'obtenció de norma de Gran Mestre i Mestre Internacional. Els millors 23 jugadors es classificaven per la Copa del Món de 2015.
Hi varen prendre part 250 jugadors. El GM rus Ievgueni Naier va guanyar la medalla d'or destacat en solitari, amb 8½ punts.

## Classificació final
1. GM Ievgueni Naier ( Rússia), 2634 – 8½ punts
2. GM David Navara ( Txèquia), 2735 – 8 punts
3. GM Mateusz Bartel ( Polònia), 2631 – 8 punts
4. GM Denís Khismatul·lin ( Rússia), 2653 – 8 punts
5. GM Yuri Vovk ( Ucraïna), 2588 – 7½ punts
6. GM Anton Kórobov ( Ucraïna), 2687 – 7½ punts
7. GM Aleksandr Ipàtov ( Turquia), 2592 – 7½ punts
8. GM Pàvel Eliànov ( Ucraïna), 2727 – 7½ punts
9. GM Andrei Volokitin ( Ucraïna), 2646 – 7½ punts
10. GM Maksim Matlakov ( Rússia), 2695 – 7½ punts
11. GM Sanan Siuguírov ( Rússia), 2678 – 7½ punts
12. GM Oleksandr Moissèienko ( Ucraïna), 2695 – 7½ punts
13. GM Aleksandr Motiliov ( Rússia), 2665 – 7½ punts
14. Ilia Iljiushenok ( Rússia), 2450 – 7½ punts
15. GM Robert Kempiński ( Polònia), 2625 – 7½ punts
16. GM Ilià Smirin ( Israel), 2650 – 7½ punts
17. GM Ivan Txeparínov ( Bulgària), 2681 – 7½ punts
18. GM Gabriel Sargissian ( Armènia), 2668 – 7½ punts
19. GM Ivan Popov ( Rússia), 2639 – 7½ punts
20. GM Viktor Láznička ( Txèquia), 2670 – 7½ punts
21. GM Maksim Rodshtein ( Israel), 2660 – 7½ punts
22. GM Ante Brkić ( Croàcia), 2586 – 7½ punts
23. GM Liviu-Dieter Nisipeanu ( Alemanya), 2654 – 7½ punts
24. GM Borís Gratxev ( Rússia), 2670 – 7½ punts
25. GM Tamir Nabaty ( Israel), 2585 – 7½ punts
26. GM Emre Can ( Turquia), 2555 – 7½ punts

Fins a 250 classificats.